# Kerala Folklore Museum

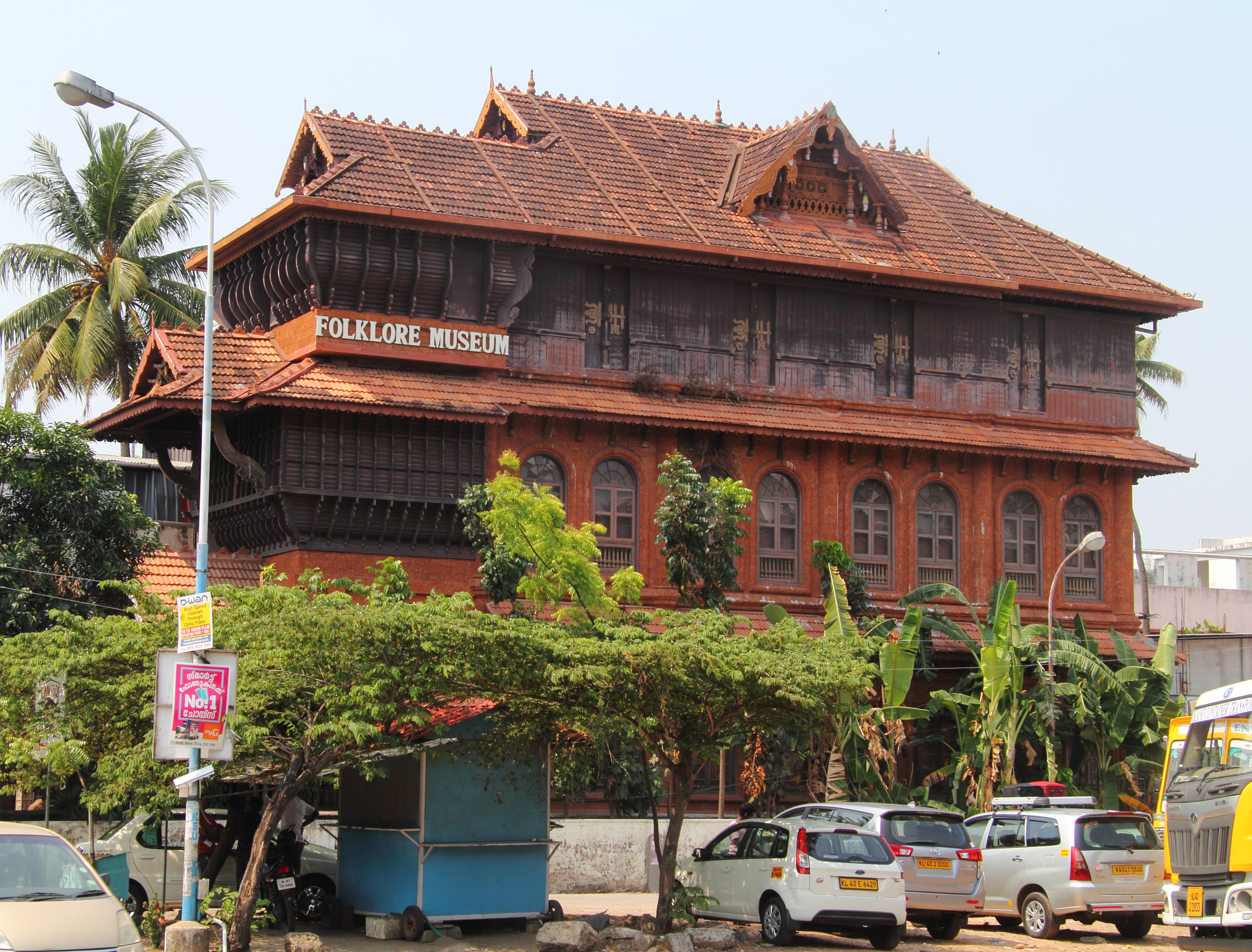
Außensicht des Kerala Folklore Museums

Das Kerala Folklore Museum ist ein Museum für Architektur, Ethnographie und Anthropologie in Kochi, Bundesstaat Kerala, Indien. Die im Jahre 2009 gegründete und privat betriebene Einrichtung zeigt Kunst, Kunsthandwerk und Antiquitäten aus vielen Teilen Südindiens. Außerdem dient es als Theater, in dem Aufführungen traditioneller Kunstformen und andere kulturelle Aktivitäten stattfinden. Ein „Spice Art Shop“ bietet Kostproben der traditionellen Küche von Kerala, ein „Souvenir Shop“ Kunsthandwerk und Antiquitäten in der Tradition der Region. Das Gebäude selbst dient der Dokumentation verschiedener traditioneller regionaler Baustile aus Kerala. Die Institution wurde begründet vom Antiquitätenhändler George Thaliath und seiner Frau Annie George, die die Sammlung über 25 Jahre zusammengetragen hatten.

## Artefakte
Zu den rund 4.000 Ausstellungsstücken aller Größen gehören Skulpturen aus Stein, Holz und Bronze, antike Terrakotten, steinzeitliche Objekte, Schmuck, Gemälde, Öllampen, Musikinstrumente, Werke der Stammes- und Volkskunst, Holzarbeiten, Werkzeuge, Masken und andere traditionelle Kunstformen.

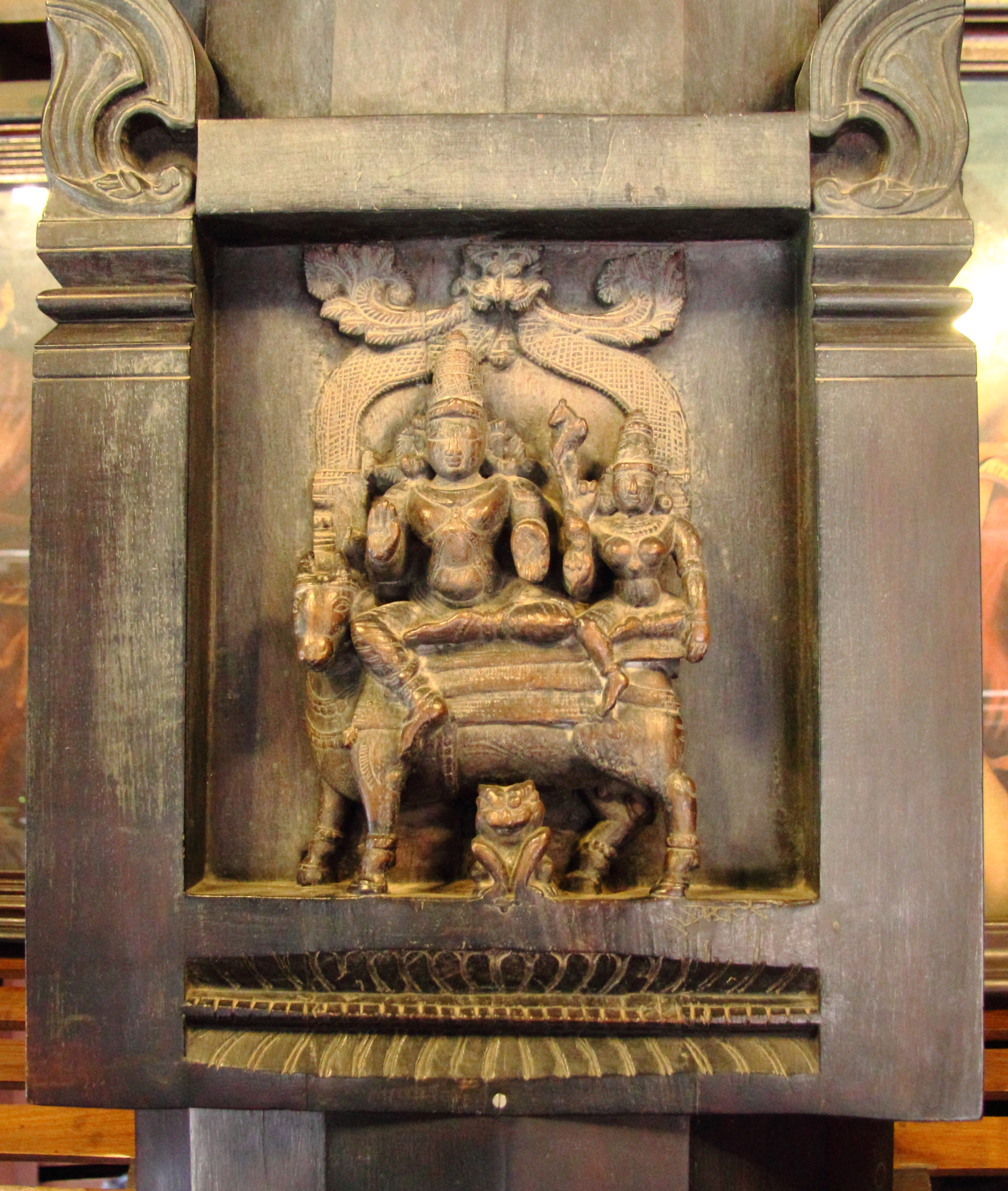
Holzschnitzerei am Eingang des Museums, Shiva und Parvati reiten auf dem Stier Nandi
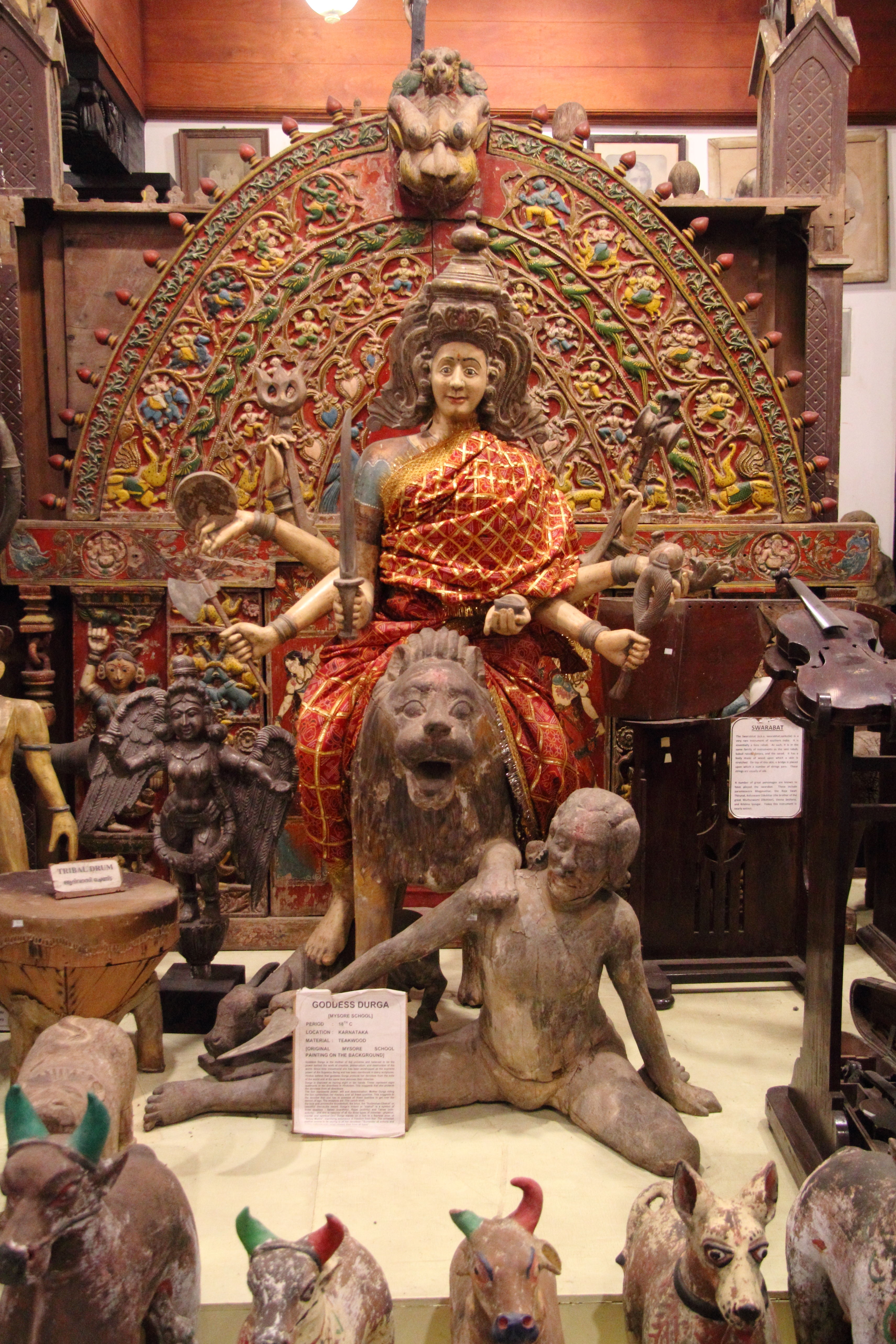
Verschiedene Artefakte, in der Mitte die Göttin Durga, reitend auf einem Tiger
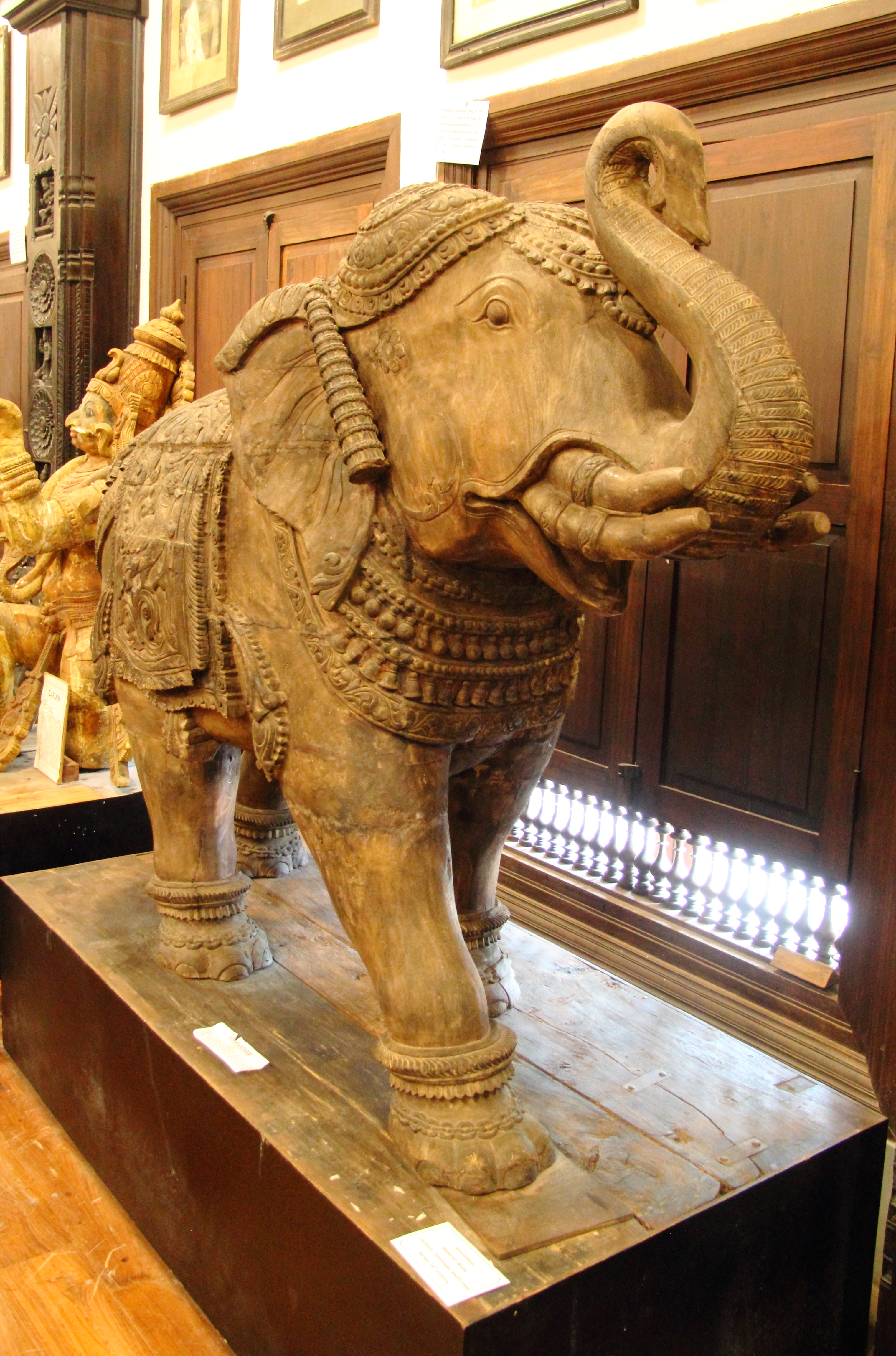
Holzstatue des mythischen Elefanten Airavata, 18. Jahrhundert
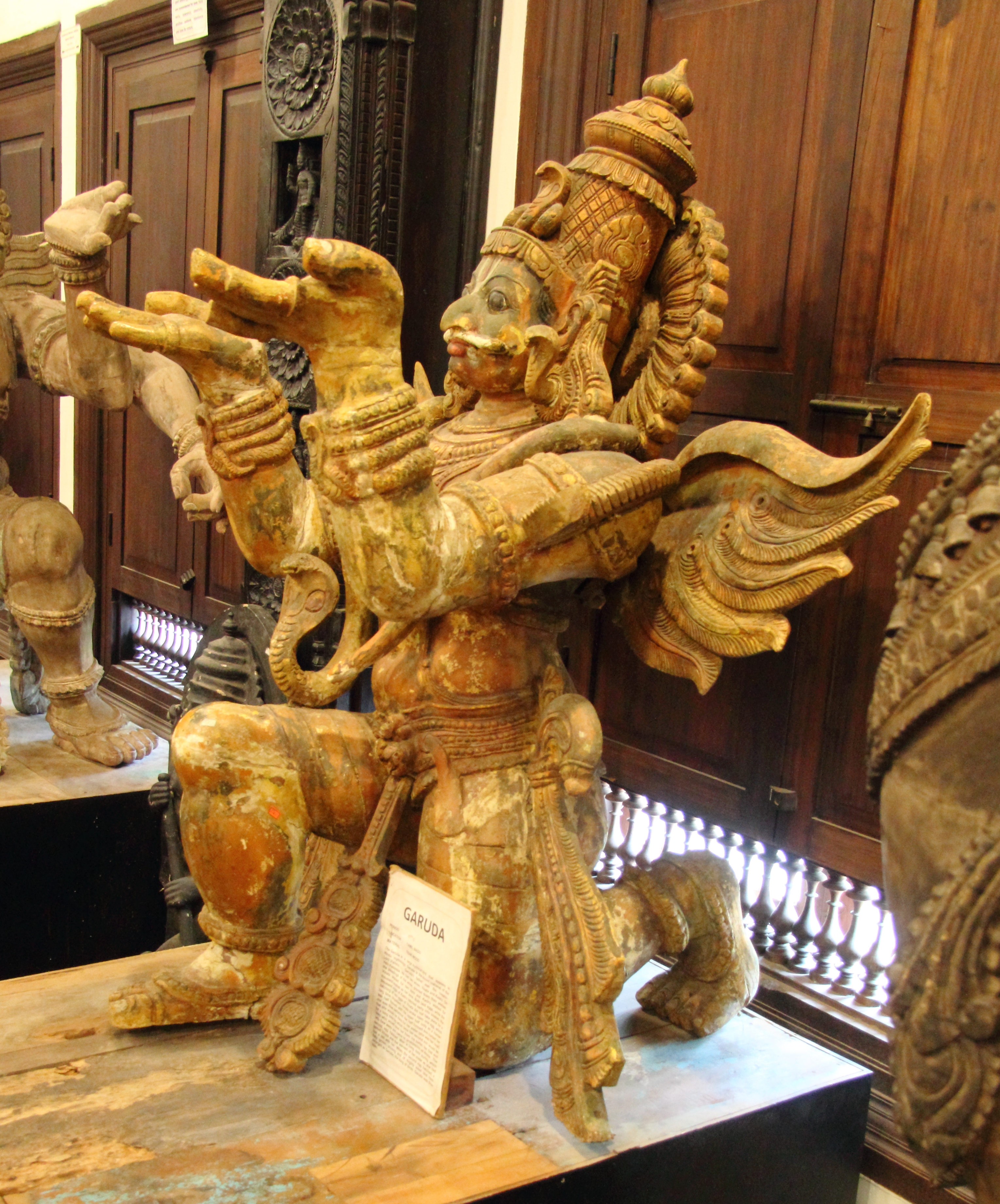
Holzstatue des mythischen Vogels Garuda, 17. Jahrhundert
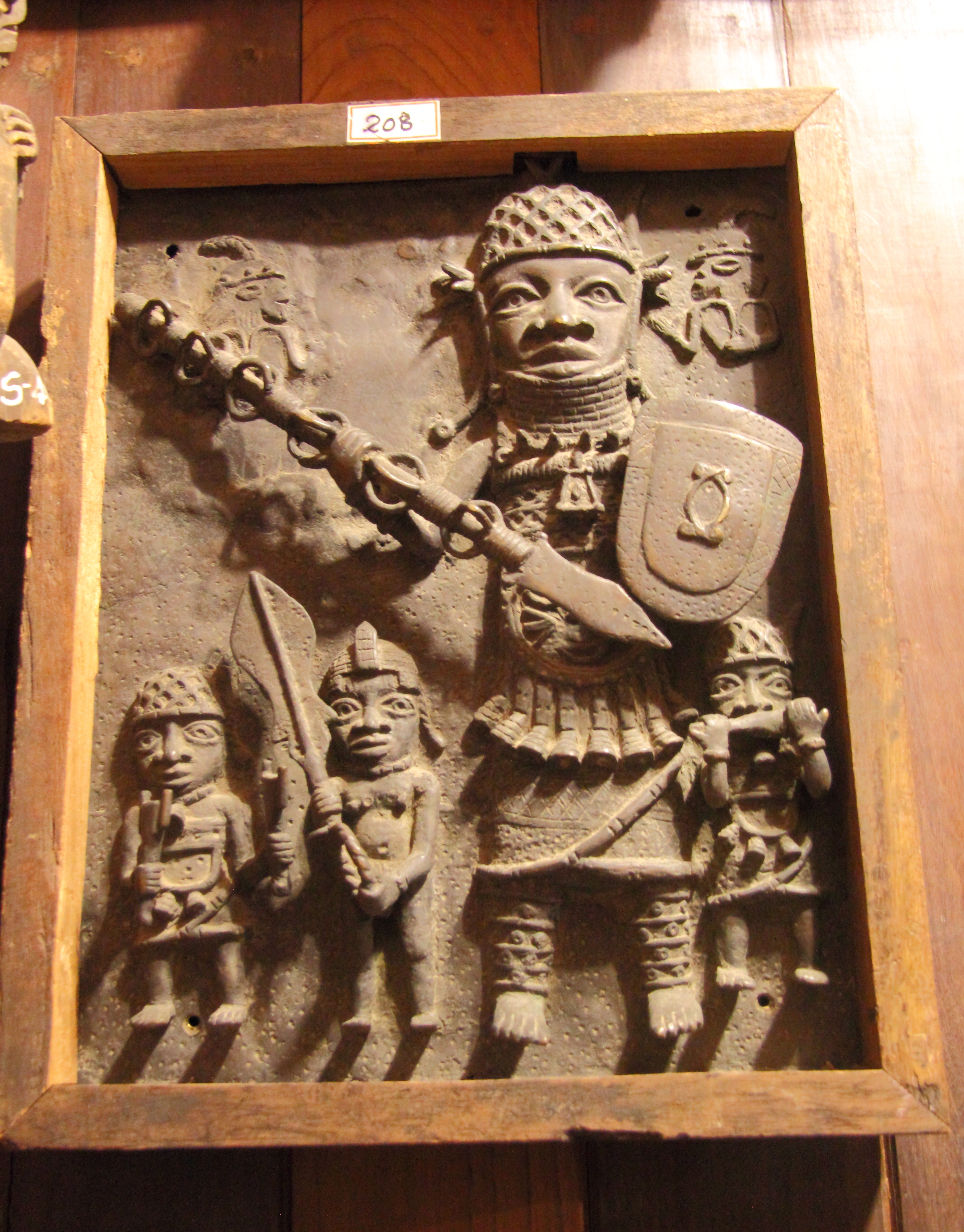
Messingblech auf Holz, Kunsthandwerk aus Tamil Nadu, frühes 19. Jahrhundert
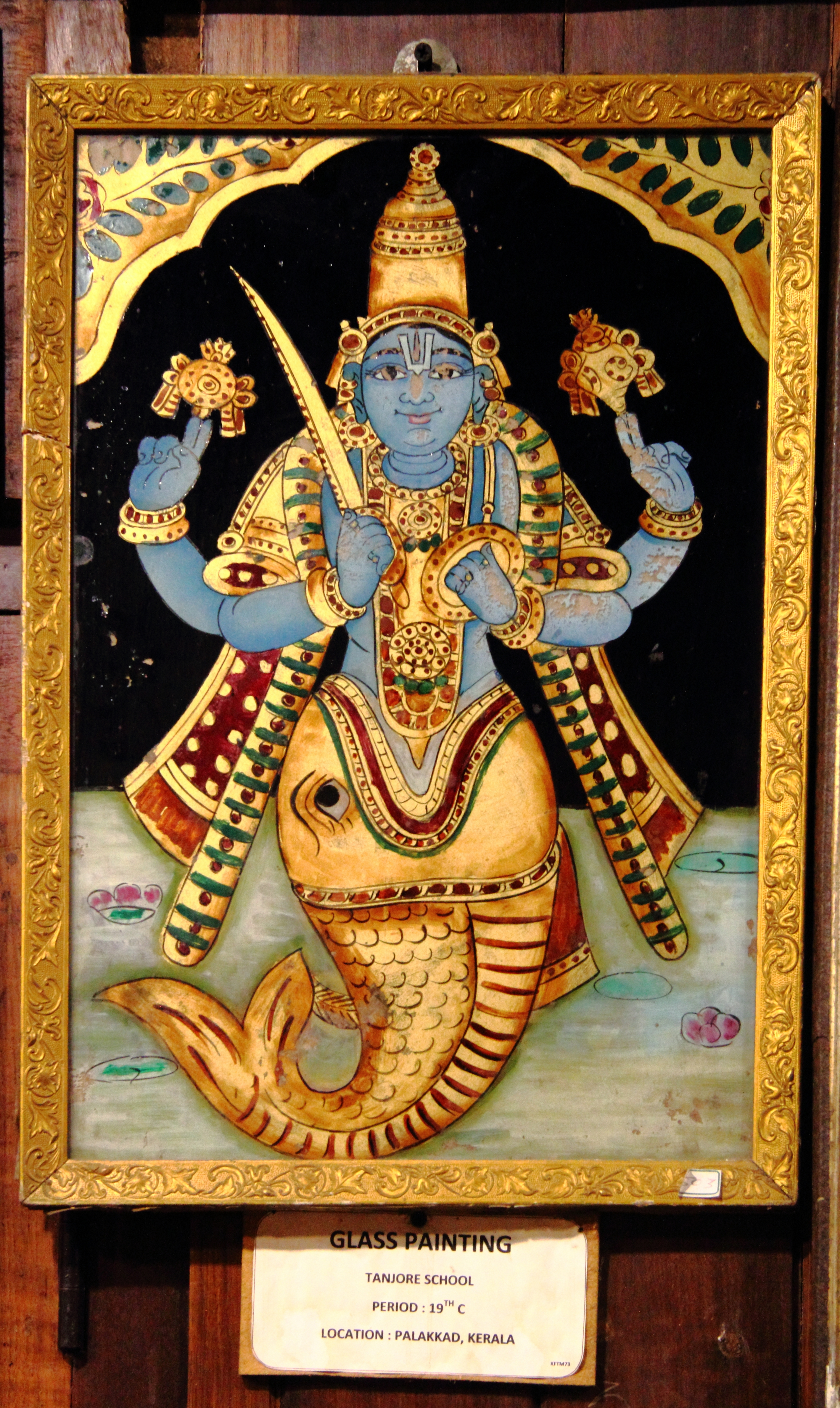
Glasmalerei aus Palakkad, 19. Jahrhundert
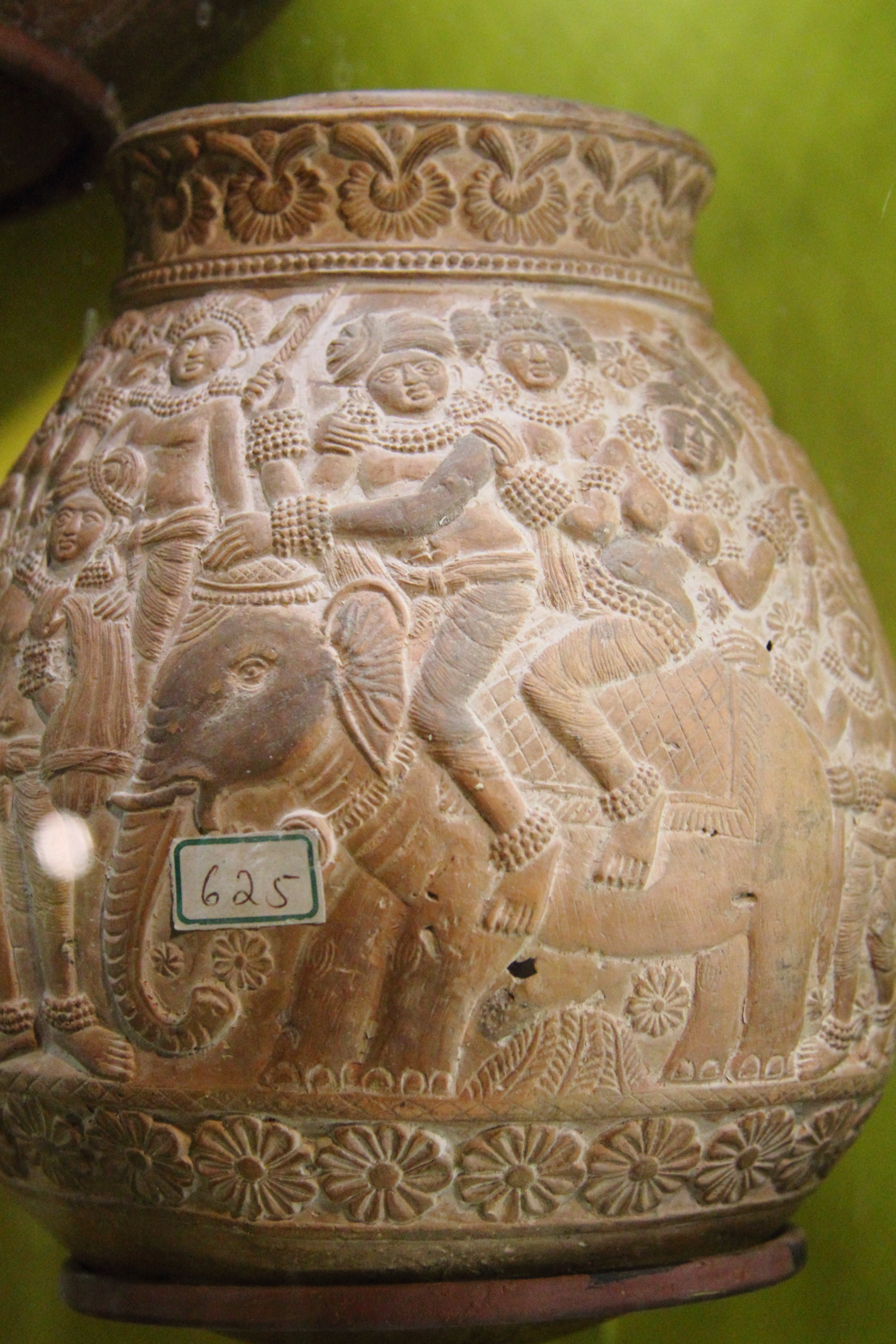
Antiker Terrakotta-Krug mit Reliefdarstellung, 1. Jahrhundert vor Christus
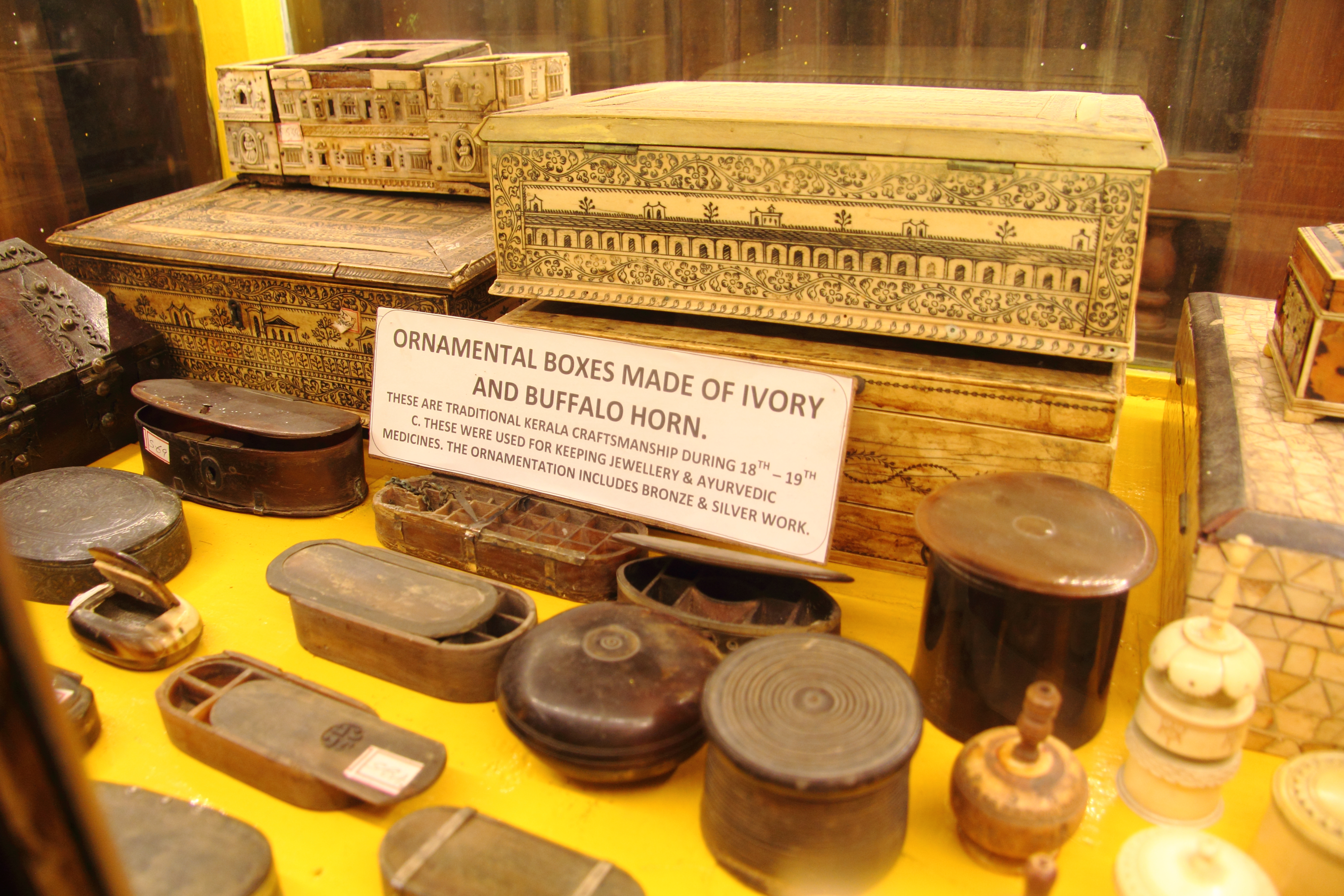
Behälter aus Elfenbein und Büffelhorn, Kunsthandwerk aus Kerala, 18. bis 19. Jahrhundert nach Christus

## Gebäude
Das Gebäude wurde in einem Zeitraum von sieben Jahren von 60 ausgebildeten Zimmerleuten, Holzschnitzern und Wandmalern errichtet. Die Konstruktion beinhaltet 25 antike und traditionelle Strukturelemente vom 17. bis zum frühen 20. Jahrhundert. Das Gebäude dokumentiert drei verschiedene Architekturstile von Kerala: das Erdgeschoss den Stil von Malabar, der erste Stock den von Kochi, der zweite Stock den von Travancore.

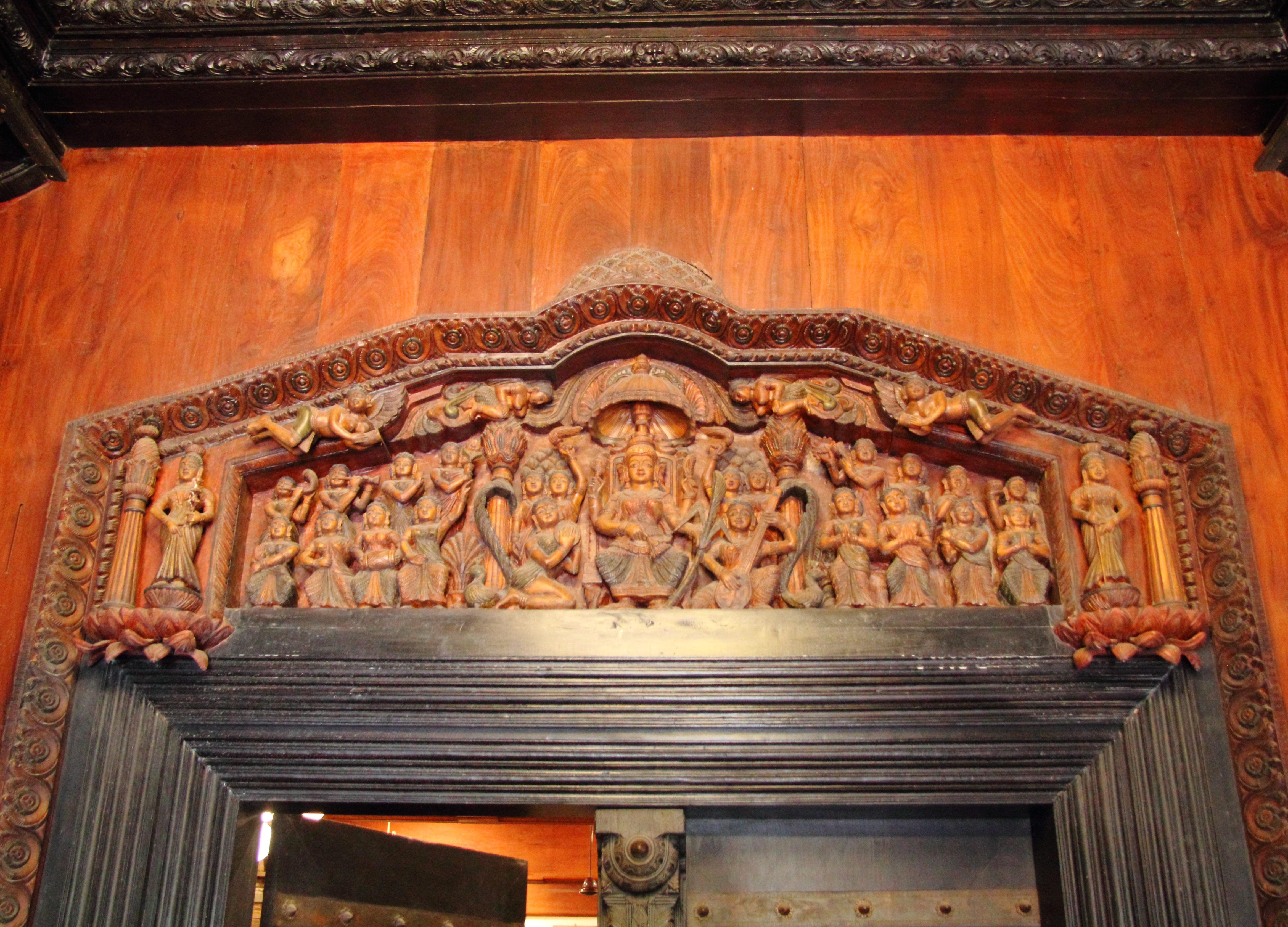
Hölzerne geschnitzte Türstürze, verbaut im Museumsgebäude
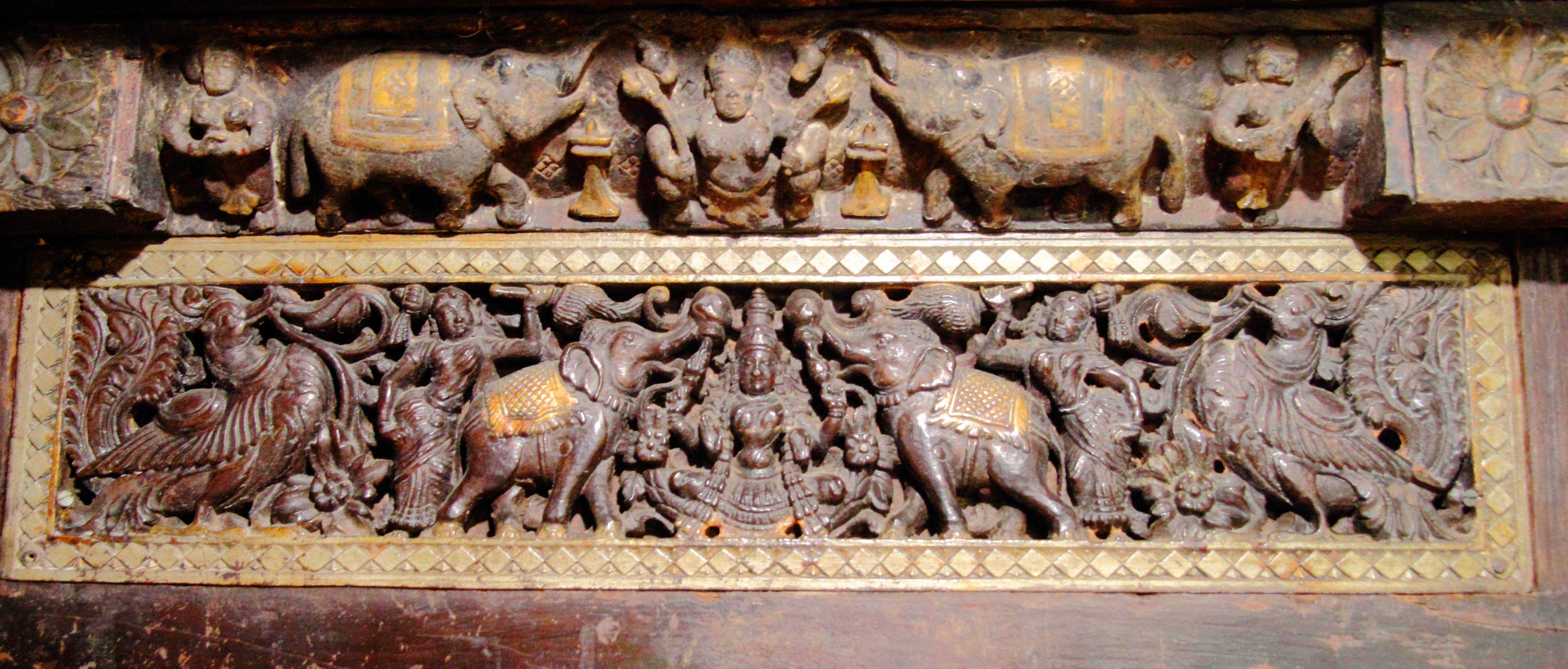
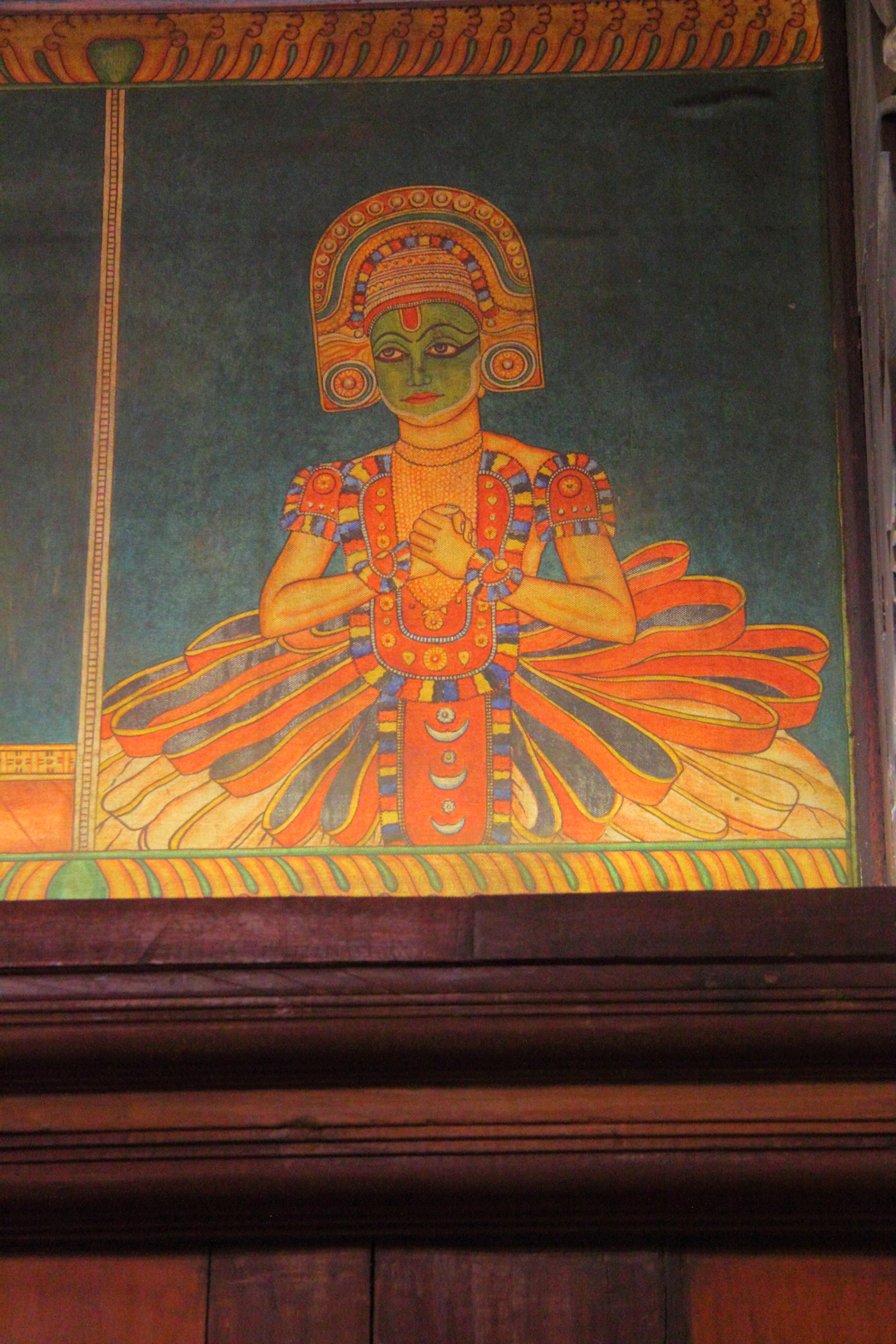
Wandmalerei im zweiten Stock des Gebäudes

## Theater
Das Theater zeigt regelmäßig Vorführungen traditioneller südindischer Volkstänze und Ritualtänze sowie Kampfkunst.
Volkstänze: Mohiniyattam, (Mohiniattam), Bharatanatyam, Ottamthullal, Oppana, Margamkali
Ritualtänze: Theyyam, Thirayattam, Mutiyettu
Kampfkunst: Kalaripayattu

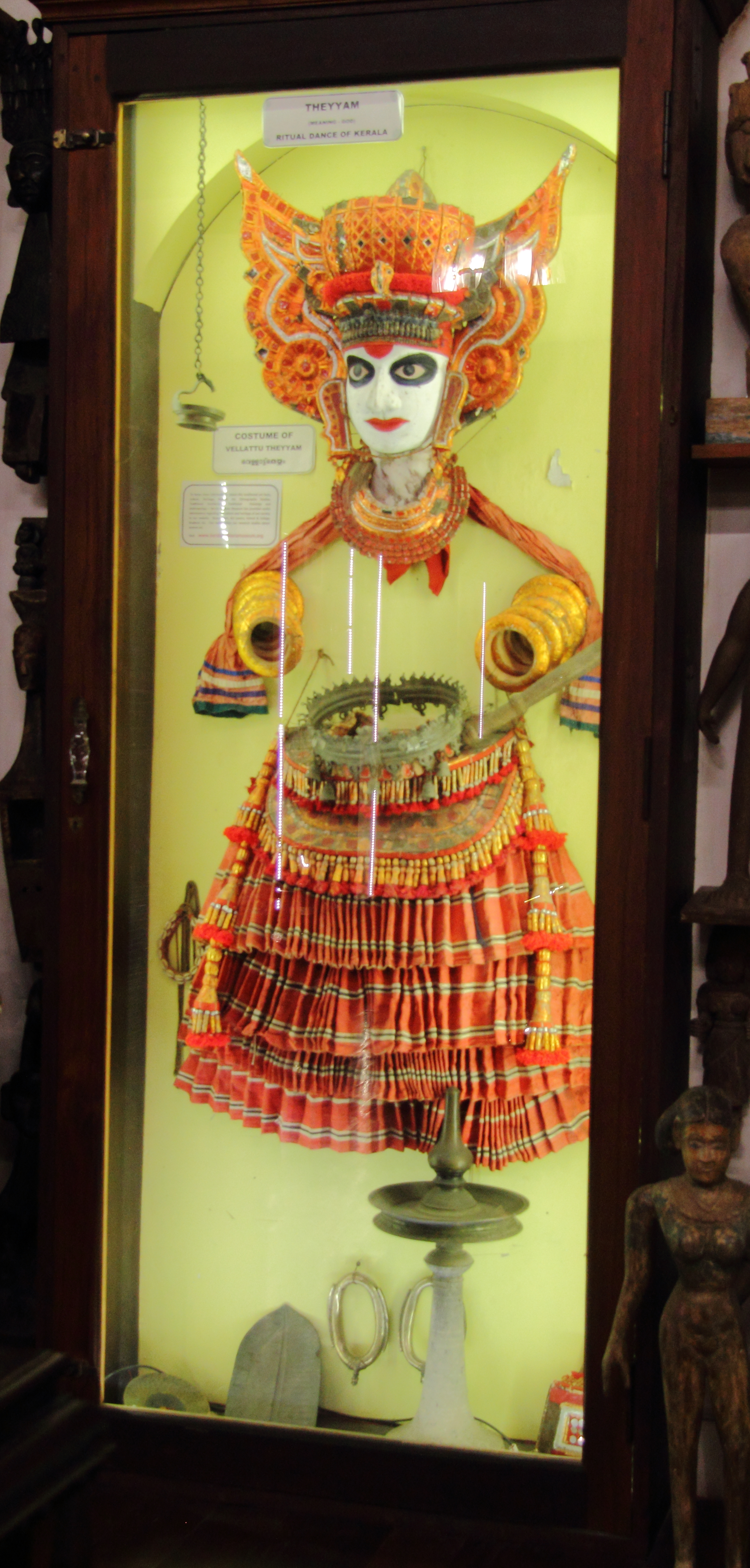
Kostüme für den Ritualtanz Theyyam
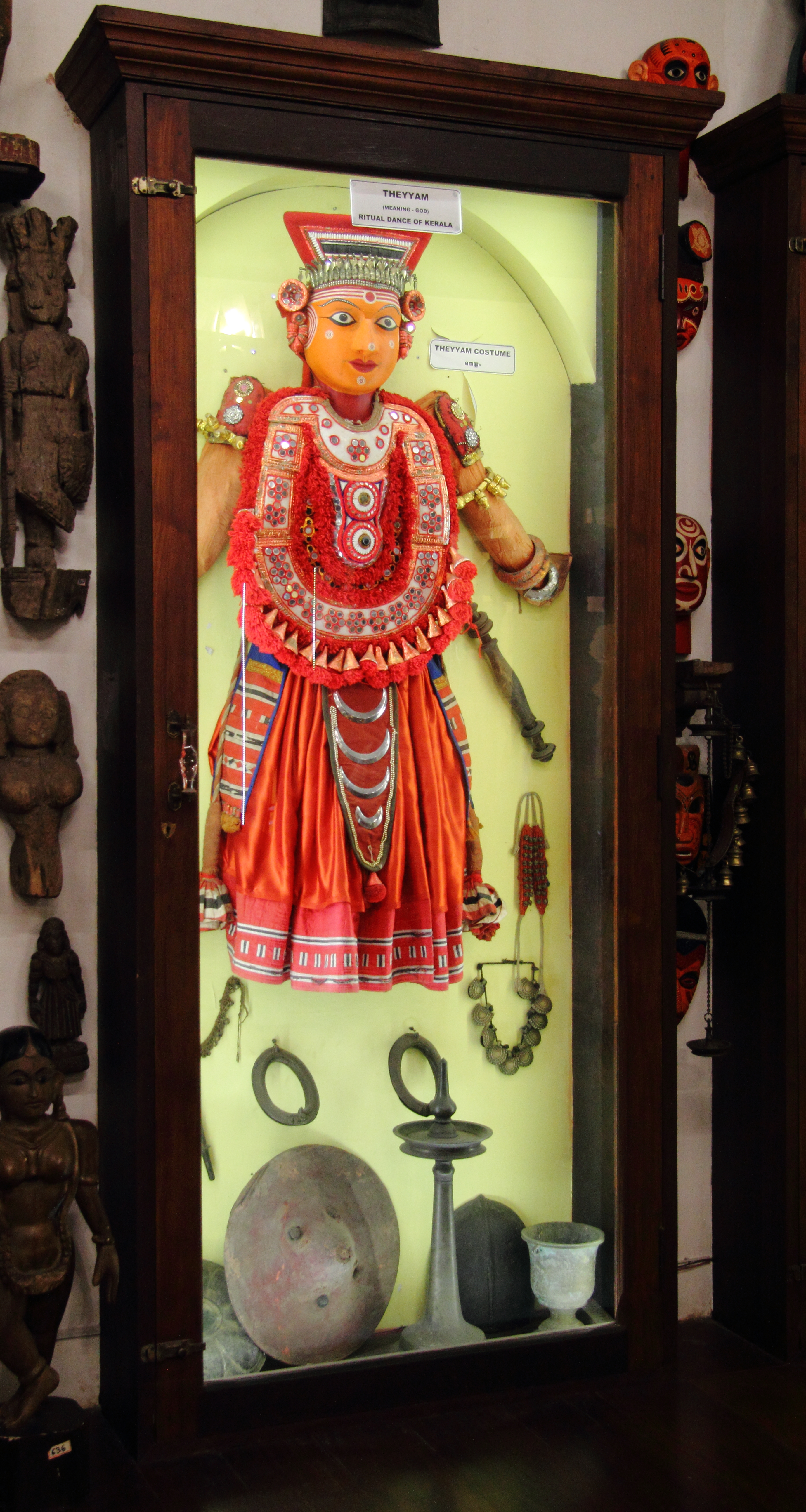
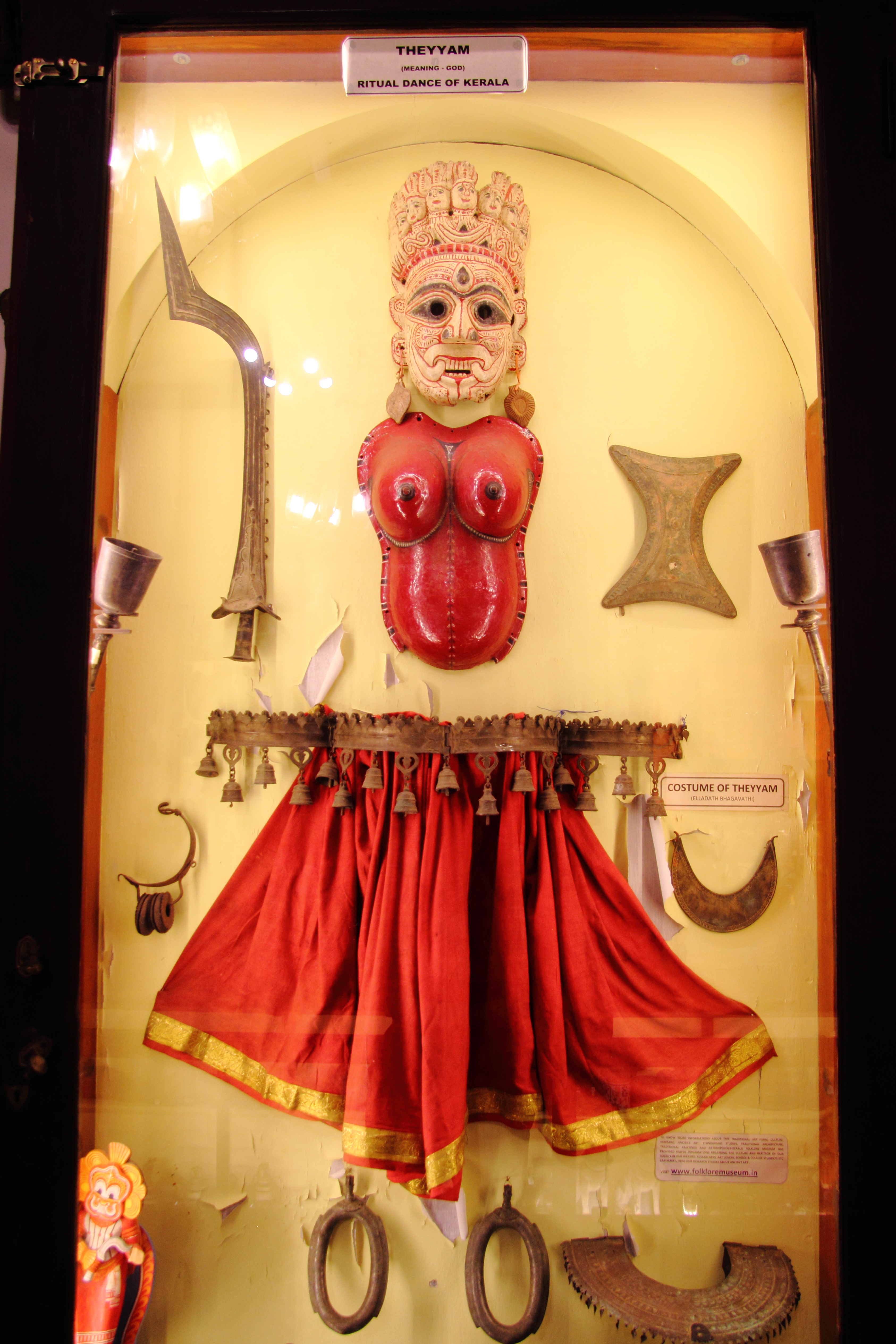
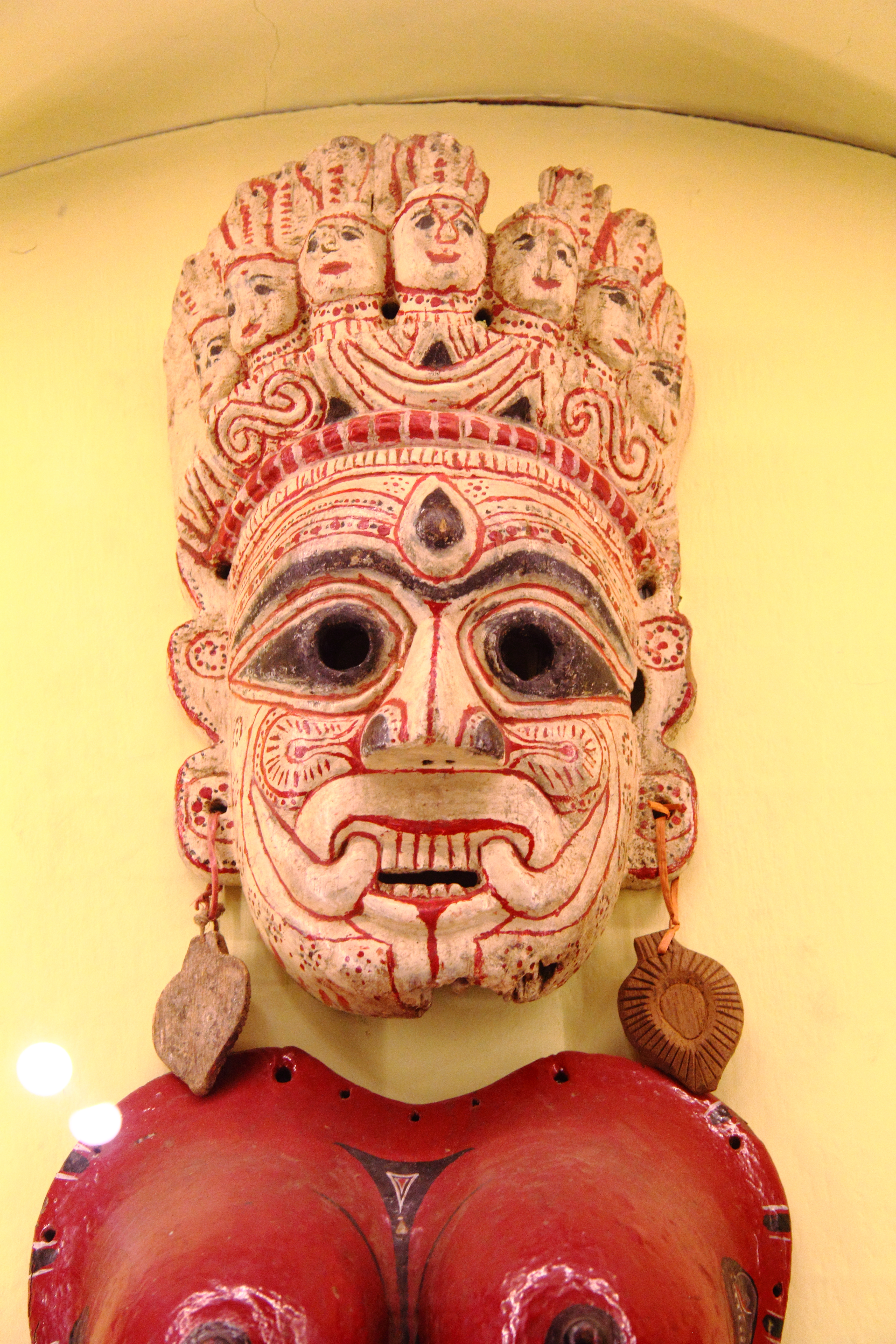
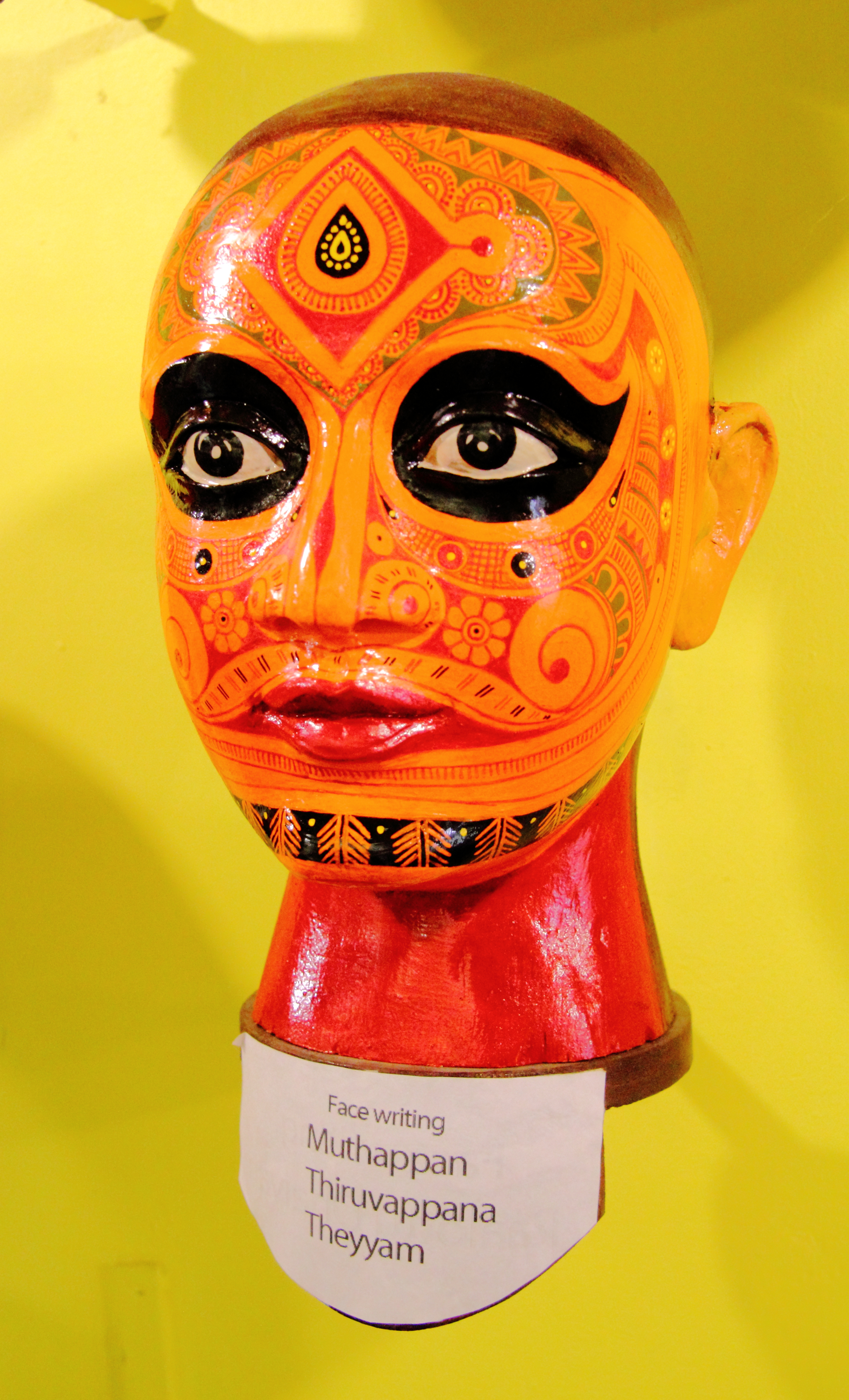
Gesichtsbemalung („face writing“) zur rituellen Darstellung der Gottheit Muthappan
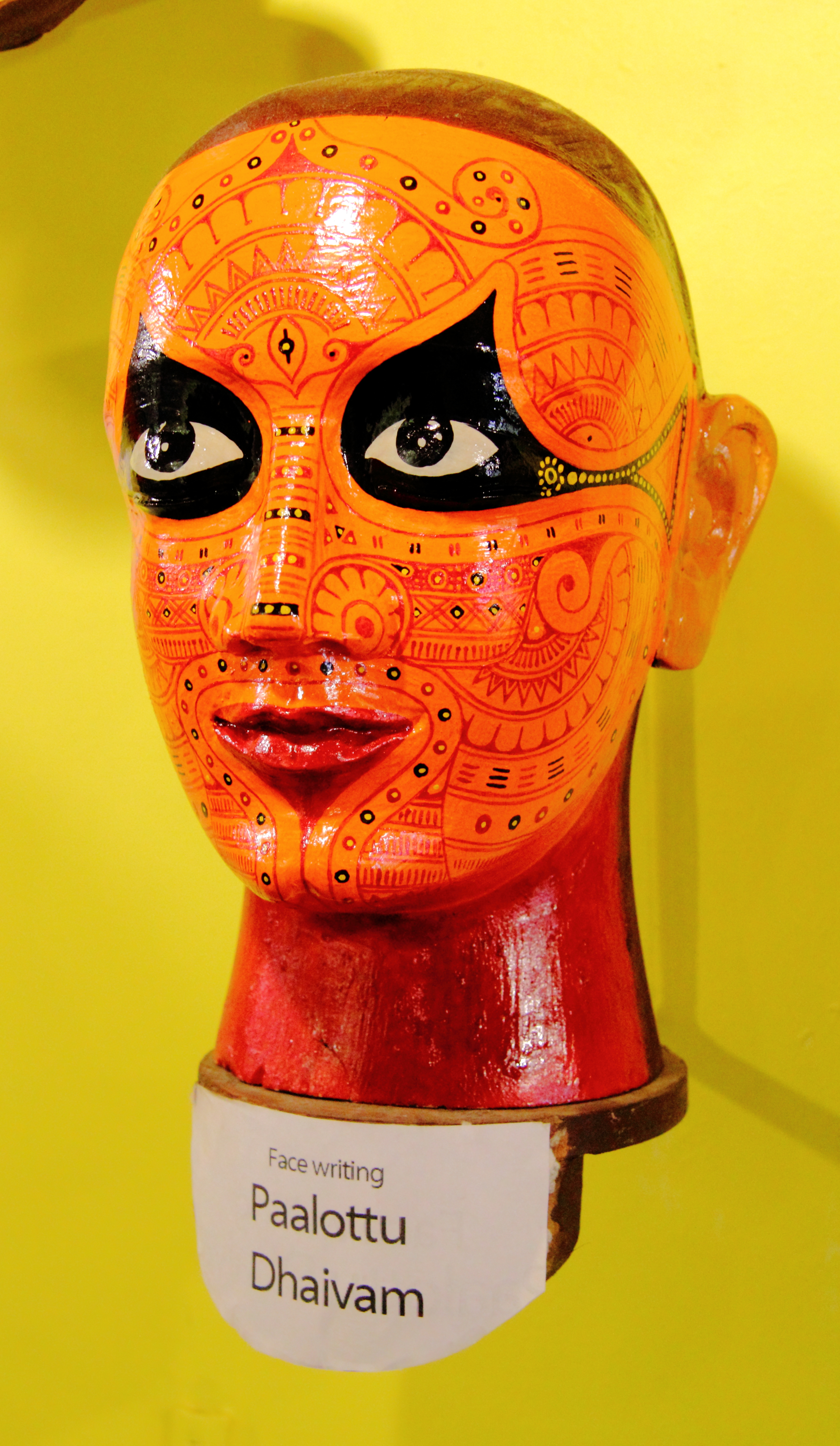
Darstellung der Gottheit Paalottu Daivam, einer Inkarnation von Vishnu
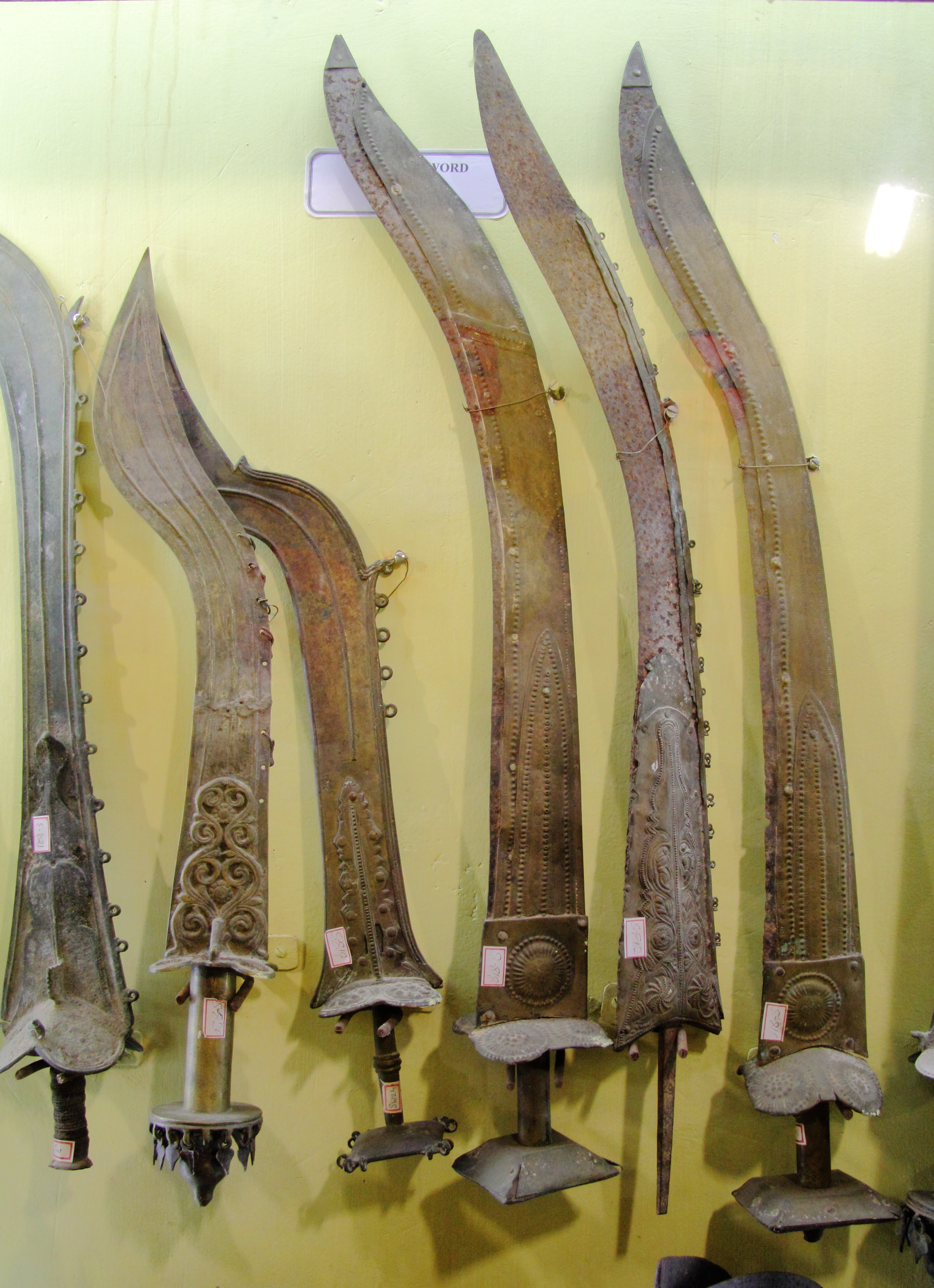
Orakelschwerter für südindische Ritualtänze